# Moghol (språk)
Moghol, eller mogholi, är ett mongolspråk som talas i Afghanistan. Språket anses vara hotat eller utdött.. Antal talare är cirka 200.
Språkets historia är nästan okänd och språkets relation med en etnisk grupp som stammar från Djingis khans mongoler är också oklar.
På grund av sin isolering från andra av sina släktspråk och persiskans dominans i regionen, har mogholtalande människor gått igenom ett språkbyte från moghol. Språket har antagligen använts som en kryptolekt eller ett hemligt språk inom klanerna.. I dagens läge kan språket räknas som utdött fast antal etniska mogholer är cirka 2000.
Språket har ingen skriftlig standard.

## Fonologi

### Konsonanter
|             | Bilabial | Labiodental | Alveolar | Postalveolar | Palatal | Velar  | Uvular | Glottal |
| ----------- | -------- | ----------- | -------- | ------------ | ------- | ------ | ------ | ------- |
| Nasal       | m        |             | n        |              |         | ŋ      |        |         |
| Klusil      | p \| b   |             | t \| d   |              |         | k \| g | q      | ʔ       |
| Affrikat    |          |             |          | t͡s \| d͡z     |         |        |        |         |
| Frikativ    |          | f           | s \| z   |              | ʃ \| ʒ  | x      |        | h       |
| Tremulant   |          |             | r        |              |         |        |        |         |
| Lateral     |          |             | l        |              |         |        |        |         |
| Approximant | w        |             |          |              | j       |        |        |         |

Källa:

### Vokaler
|              | Främre | Central | Bakre |
| ------------ | ------ | ------- | ----- |
| Sluten       | i      | ɯ       | u     |
| Mellansluten | e \| ö | ə       | o     |
| Mellanöppen  |        | ə       |       |
| Öppen        | æ      | a       |       |

Källa: